# IC 2683
IC 2683 је спирална галаксија у сазвјежђу Лав која се налази на листи објеката дубоког неба у Индекс каталогу.
Деклинација објекта је + 12° 5' 57" а ректасцензија 11h 16m 54,3s. Привидна величина (магнитуда) објекта IC 2683 износи 15,7 а фотографска магнитуда 16,5.